# Priyanka Gandhi
Priyanka Gandhi, född 12 januari 1972 i Delhi, är en indisk politiker för Kongresspartiet, dotter till Rajiv och Sonia Gandhi och barnbarn till Indira Gandhi.
Priyanka Gandhi var den som ansvarade för modern Sonias kampanj inför valet till Lok Sabha 2004. Hon hjälpte samtidigt brodern Rahul i hans kampanj inför samma val. I januari 2019 utsågs hon till generalsektreterare för Kongresspartiet i östra Uttar Pradesh.
Hon är gift med Robert Vadra och har två barn. 